# 蘇格塞寧 (馬特卡區)
36°35′39″N 4°00′31″E / 36.59417°N 4.00861°E

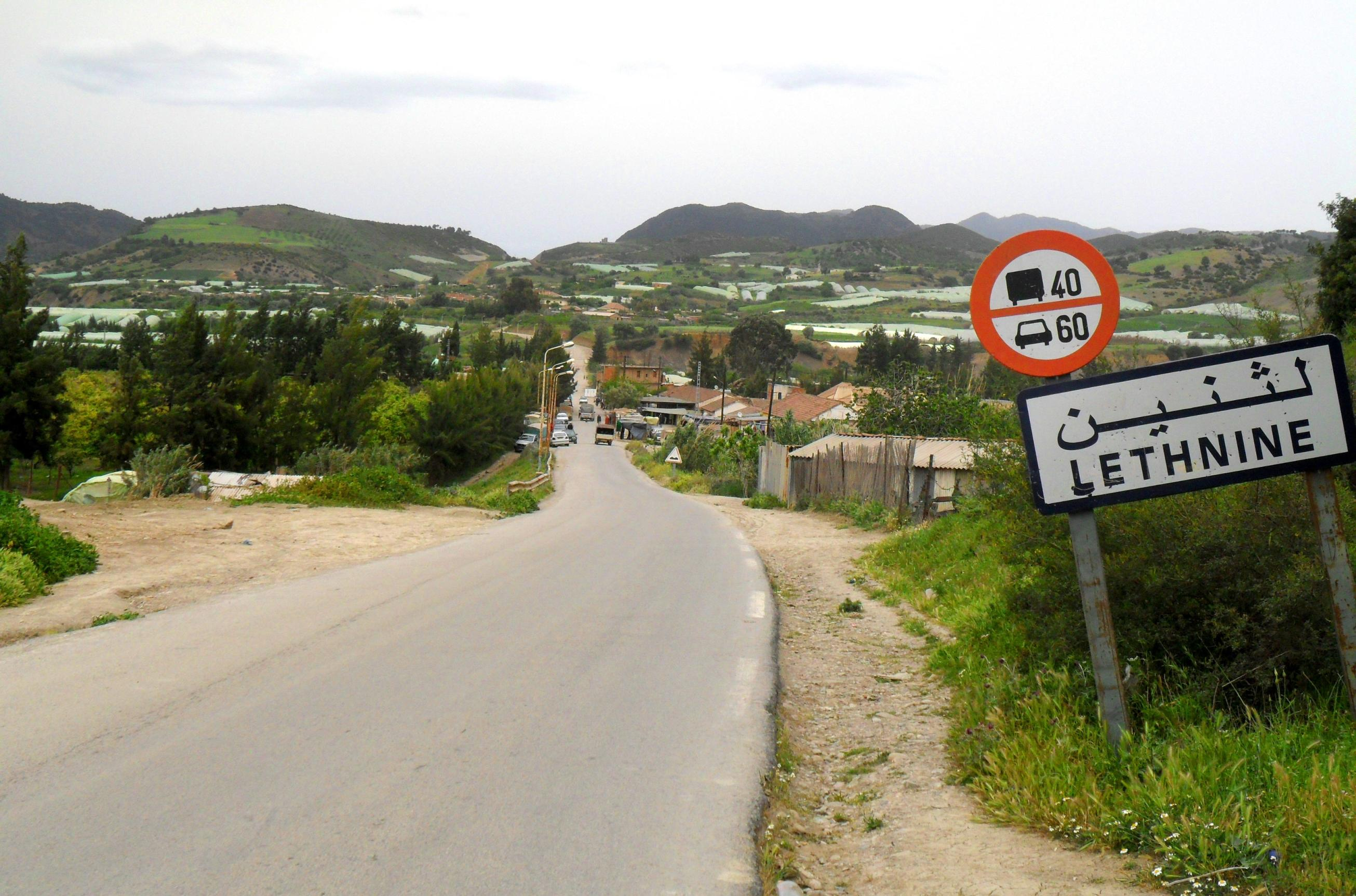
蘇格塞寧

蘇格塞寧（阿拉伯语：‎），是阿爾及利亞的城鎮，位於該國北部提濟烏祖省，由馬特卡區負責管轄，面積21平方公里，2008年人口14,660，人口密度每平方公里703人。